# Polyrhachis carinata
Polyrhachis carinata är en myrart som först beskrevs av Fabricius 1804.  Polyrhachis carinata ingår i släktet Polyrhachis och familjen myror. Inga underarter finns listade i Catalogue of Life.